# 리티도키스티스목
리티도키스티스목 또는 아가모구포자충목(Agamococcidiorida)은 정단복합체충문의 구포자충아강에 속하는 생물 목의 하나이다. 이 목의 모든 종은 기생성 원생생물이다. 해양 환형동물 속에서 발견된다.

## 하위 속
- 리티도키스티스목 (Agamococcidiorida)
  - 겜모키스티스과 (Gemmocystidae)
    - 겜모키스티스속 (Gemmocystis)

  - 리티도키스티스과 (Rhytidocystidae)
    - 리티도키스티스속 (Rhytidocystis)